# 6419 Susono
A 6419 Susono (ideiglenes jelöléssel 1993 XX) a Naprendszer kisbolygóövében található aszteroida. Makio Akiyama és Toshimasa Furuta fedezte fel 1993. december 7-én.